# 斯皮爾斯維爾 (印地安納州)
斯皮爾斯維爾（英語：Spearsville）是位於美國印地安納州布朗縣的一個非建制地區。該地的面積和人口皆未知。

## 地理
斯皮爾斯維爾的座標為39°19′50″N 86°11′47″W / 39.33056°N 86.19639°W，而該地的平均海拔高度為203米（即666英尺）。